# 威廉五世 (奥兰治亲王)
奥兰治亲王威廉五世（1748年3月8日—1806年4月9日）是最后一个联省共和国执政，1795年和1806年之间，他声称联省共和国在伦敦的政府，应由他的儿子威廉一世继承。

## 早年
他出生于1748年，为威廉四世唯一的儿子。他只有3岁的时候，他的父亲就去世了，他和一个摄政开始统治荷兰。他的摄政有：
- 安妮親王妃：他的母亲，于1751年至1759年去世。
- 玛丽·路易斯太妃（英语：Landgravine Marie Louise of Hesse-Kassel）：他的祖母，于1759年至1765年去世。
- 路易·欧内斯特（英语：Duke Louis Ernest of Brunswick-Lüneburg）：于1759年至1766年，1784年去世。
- 卡羅琳娜公主：他的姐姐（当时22岁，而威廉17岁），于1765年至1766年。

## 执政
威廉五世于1767年10月4日在柏林与普鲁士國王腓特烈二世的侄女，乔治三世的表妹普鲁士的威廉明妮结婚。
荷兰在美国独立战争中的地位是中立的。而威廉五世先是亲英，阻止企图独立派；后来亲法，支持法美联盟。然而，由于荷兰民間支持美國獨立，以及議會派主導尝试讓國家加入俄国领导的武装中立甲级联盟，第四次英荷战争于1780年爆发。尽管英国在多条战线作战，但联省共和国因為海上大敗的緣故，还是被迫放弃一些领土给英国，並喪失了海上霸權。

联省共和国于1782年2月承认美国。

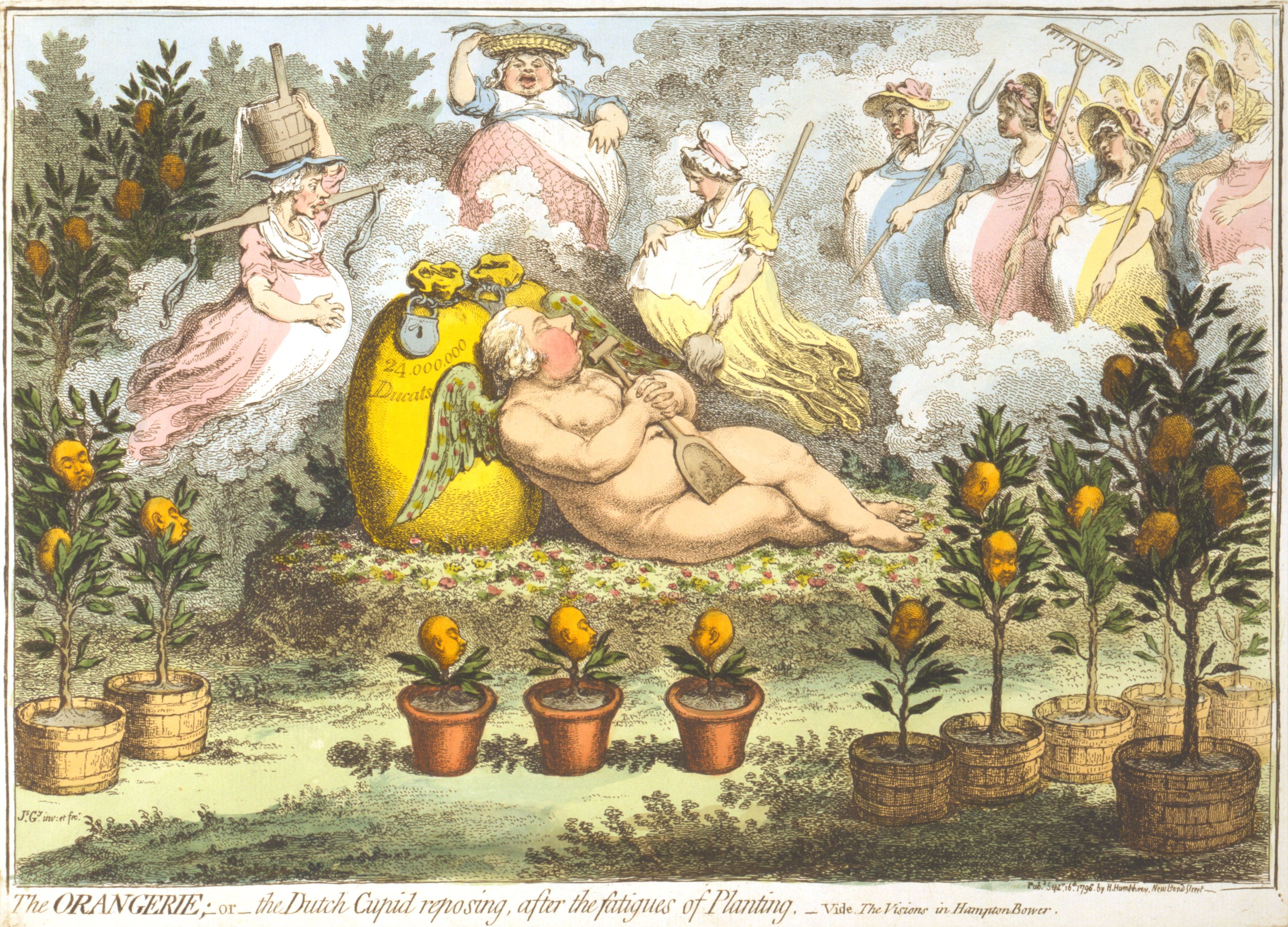
绘于1796年。

巴黎条约（1783）签署后，威廉的统治使国家失敗衰落。在此期间，一个乐队的年轻革命者被称为爱国者，意味着挑战威廉权威的人越来越多。1785年他离开海牙和政治中心。在1786年9月，他不得不派军队阻止赫尔曼·威廉·丹德尔斯，和一个名为“vroedschap”的造反组织的推翻。（愛國者背後有法國的勢力支持）
1787年6月,在英國的有力支援下，他的妻子威廉明妮為了促使普魯士發兵支援荷蘭平亂，以身犯險故意前往海牙。果然在斯洪霍芬，她被民兵拦下，送往附近的一个农场，并在两天后返回奈梅亨。一切正如威廉明妮所計畫的那樣，她的哥哥、普鲁士國王腓特烈·威廉二世認為这是對他家族的一种侮辱。于是，普魯士國王下令陸軍元帥不倫瑞克公爵率領兩萬精兵到荷蘭，攻击持不同政见者，成功鎮壓了反執政的暴亂。當時法國因為嚴重的財政危機（即將引爆法國大革命），不願對英、普開戰，於是放棄對愛國者的支持。結果许多「愛國者」逃往法国北部，圣奥梅尔周边，因为那里是荷兰語流行的地區。直到法王路易十六被推翻。

## 流亡英国
由于威廉五世插手法国大革命，联省共和国受到军队入侵的威胁。1795年，愛國者支持法军入侵荷蘭，於是革命党人从巴黎返回荷兰打仗，并在1795年攻下荷蘭，迫使威廉五世逃往英国。几天后巴达维亚革命在阿姆斯特丹发生，而荷兰共和国替换为巴达维亚共和国。
他抵达英国后，向英国王子写了几封信，这几封信促成了后来的《亚眠条约》和《伦敦公约》，使荷兰在英国的部分殖民地要了回来。

## 子女
威廉五世和威廉明妮育有下列五个子女：
- 无名的儿子（1769年3月23日－24日）

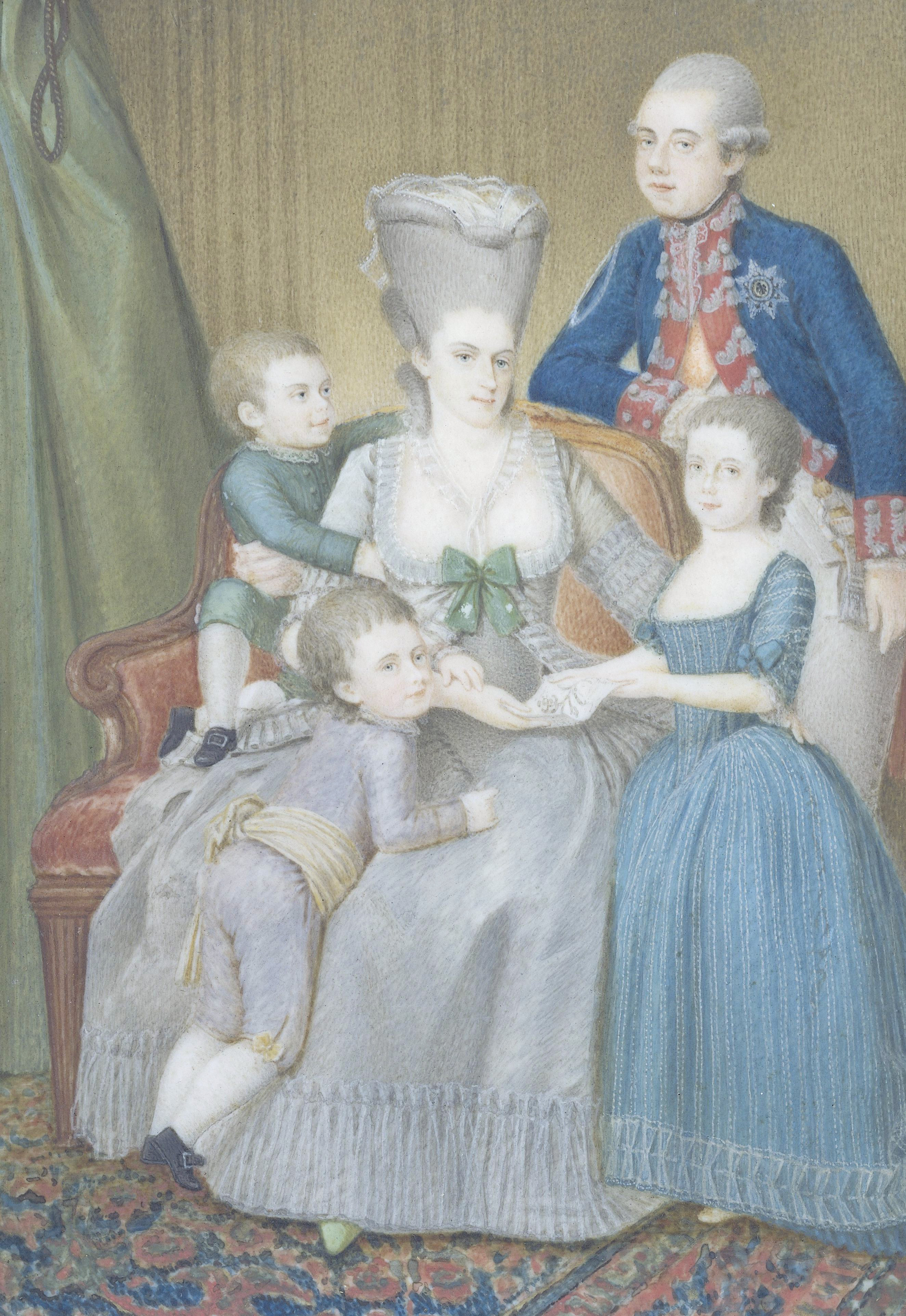
威廉五世和威廉明妮親王妃

- 路易絲公主（1770年11月28日－1819年10月15日），于1790年10月14日在海牙与不伦瑞克王子卡尔（1766年2月8日－1806年9月20日）结婚，育有儿子不伦瑞克 - 吕讷堡公爵卡尔·威廉·费迪南德和大不列颠的奥古斯塔公主。
- 无名的儿子（1771年8月6日出生，当天去世）
- 威廉一世（1772年8月25日－1843年12月12日）
- 威廉·乔治·弗雷德里克（英语：Prince Frederick of Orange-Nassau），（1774年2月15日－1799年1月6日）奥兰治亲王。